# Пітер Делорж
Пітер Делорж (фр. Peter Delorge, нар. 19 квітня 1980, Сінт-Трейден) — бельгійський футболіст, що грав на позиції захисника. По завершенні ігрової кар'єри — тренер. З 2014 року входить до тренерського штабу клубу «Сент-Трюйден».
Виступав, зокрема, за клуб «Сент-Трюйден», а також молодіжну збірну Бельгії.

## Клубна кар'єра
Народився 19 квітня 1980 року в місті Сінт-Трейден.
У дорослому футболі дебютував 1998 року виступами за команду «Сент-Трюйден», кольори якої і захищав протягом усієї своєї кар'єри гравця, що тривала цілих шістнадцять років.  Більшість часу, проведеного у складі «Сент-Трюйдена», був основним гравцем захисту команди.

## Виступи за збірну
Протягом 2000–2002 років залучався до складу молодіжної збірної Бельгії. На молодіжному рівні зіграв у 12 офіційних матчах.

## Кар'єра тренера
Розпочав тренерську кар'єру відразу ж по завершенні кар'єри гравця, 2013 року, увійшовши до тренерського штабу дублерів клубу «Сент-Трюйден», де пропрацював з 2013 по 2014 рік.
З 2014 року входить до тренерського штабу головної команди «Сент-Трюйдена».